# Chromosoom 21
Chromosoom 21 is een chromosoom in het menselijk lichaam dat ongeveer 47 miljoen basenparen DNA bevat. Het staat voor ongeveer 1,5 procent van het totale DNA in cellen.
Op chromosoom 21 zijn 21 genen bekend (anno 2008) die de oorzaak van een ziekte kunnen vormen. In totaal bestaat het chromosoom uit 225 genen.

## Te herleiden aandoeningen
Aanleg voor onder meer de volgende aandoeningen is te herleiden tot een fout (een verkeerde structuur of aantal basenparen) op chromosoom 21:
- het syndroom van Down (een extra chromosoom 21)
- mozaïcisme
- ALS

1 ·
2 ·
3 ·
4 ·
5 ·
6 ·
7 ·
8 ·
9 ·
10 ·
11 ·
12 ·
13 ·
14 ·
15 ·
16 ·
17 ·
18 ·
19 ·
20 ·
21 ·
22 ·
X ·
Y